# Lijst van personen overleden in april 2013
Dit is een lijst van bekende personen die overleden zijn in april 2013.

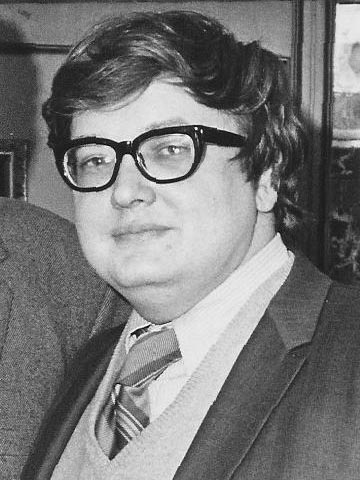
Roger Ebert
4 april

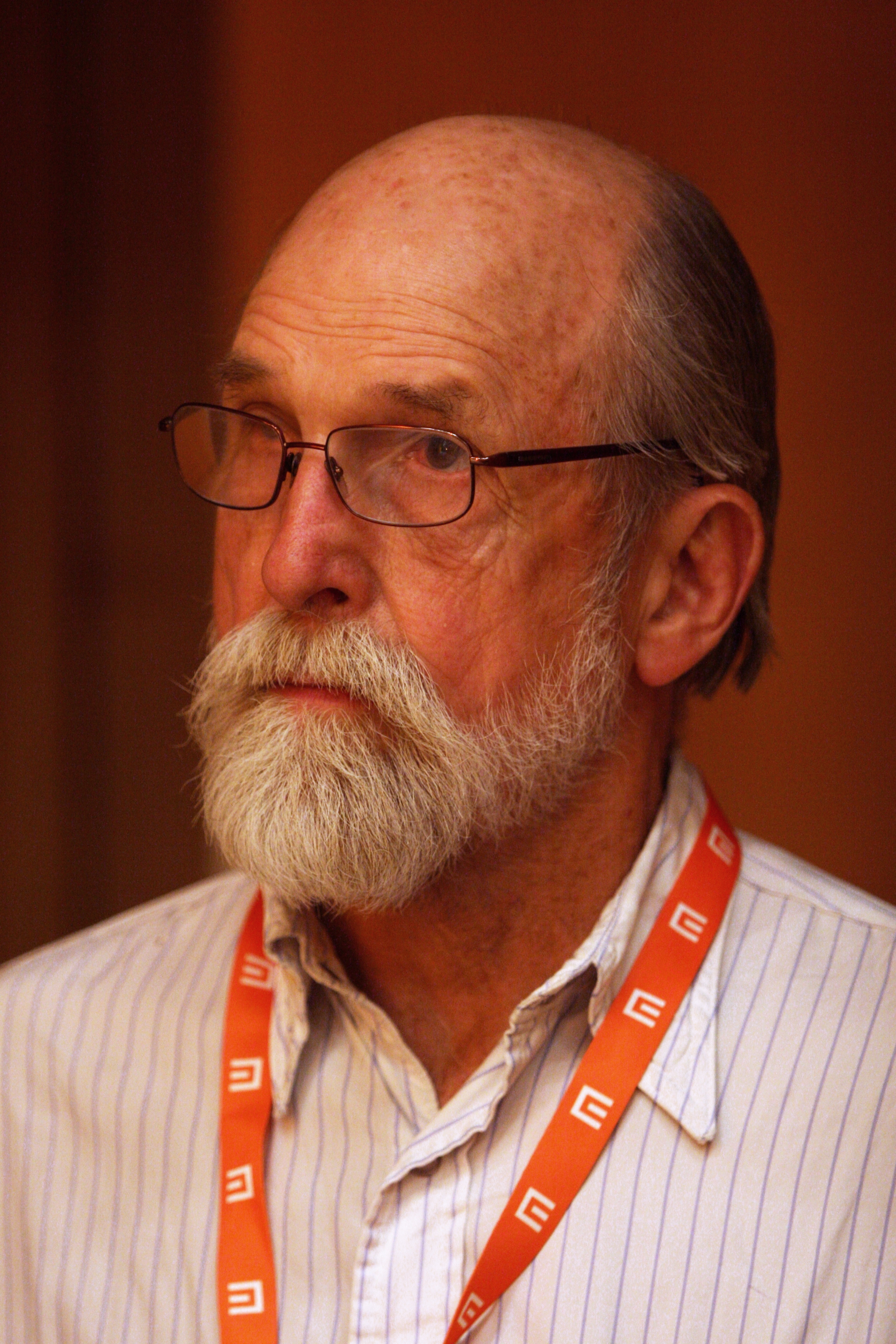
Les Blank
7 april

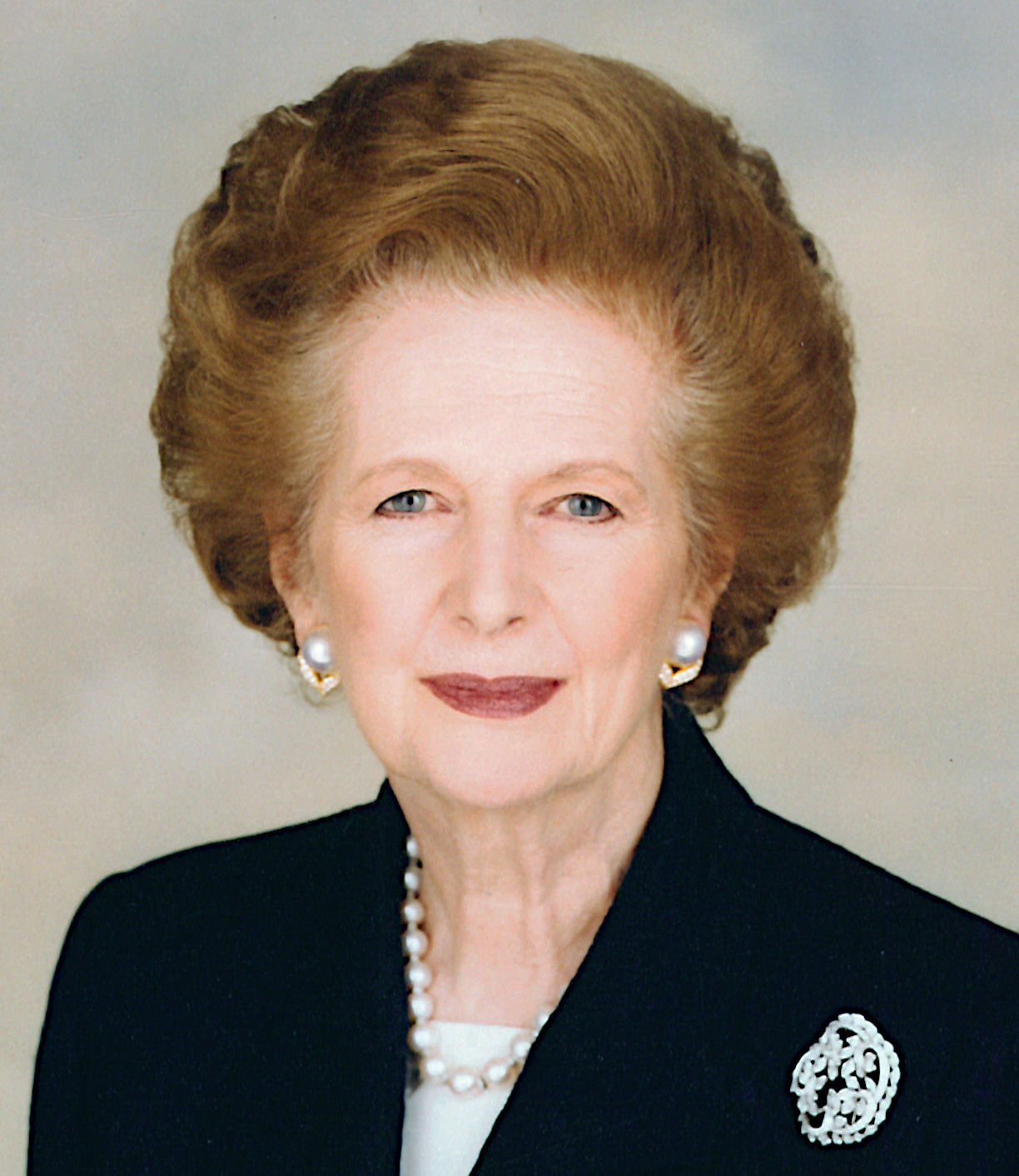
Margaret Thatcher
8 april

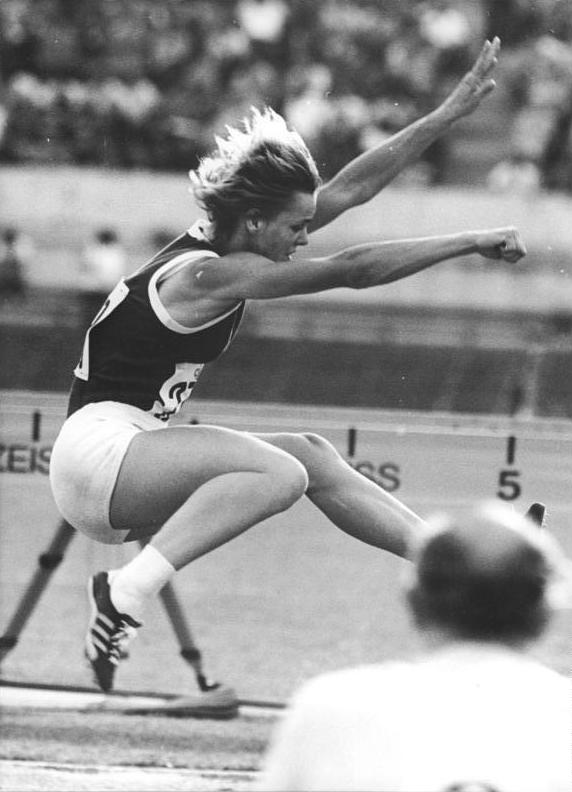
Angela Voigt
11 april

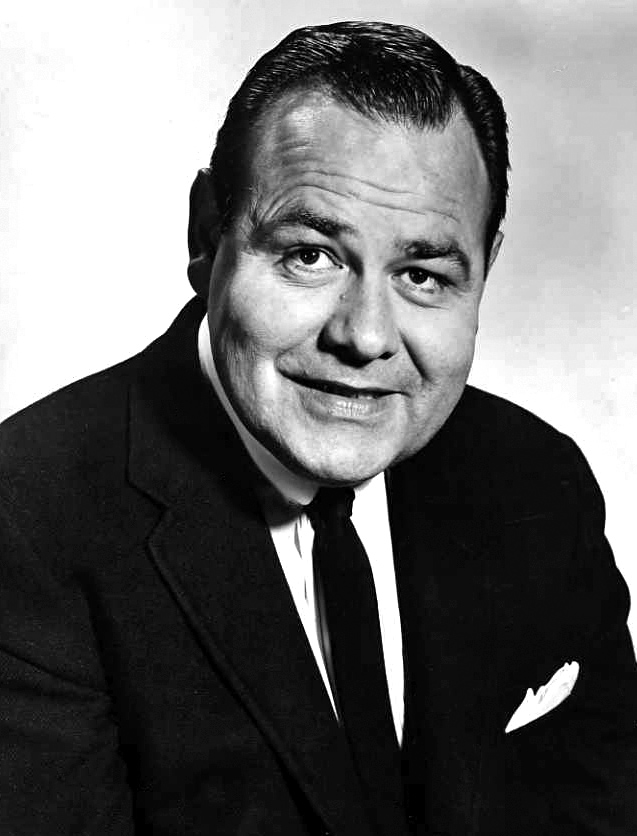
Jonathan Winters
11 april

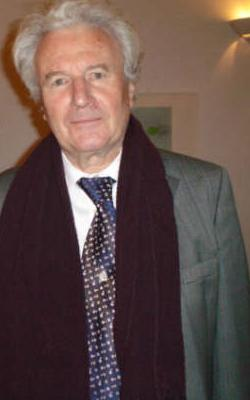
Colin Davis
14 april

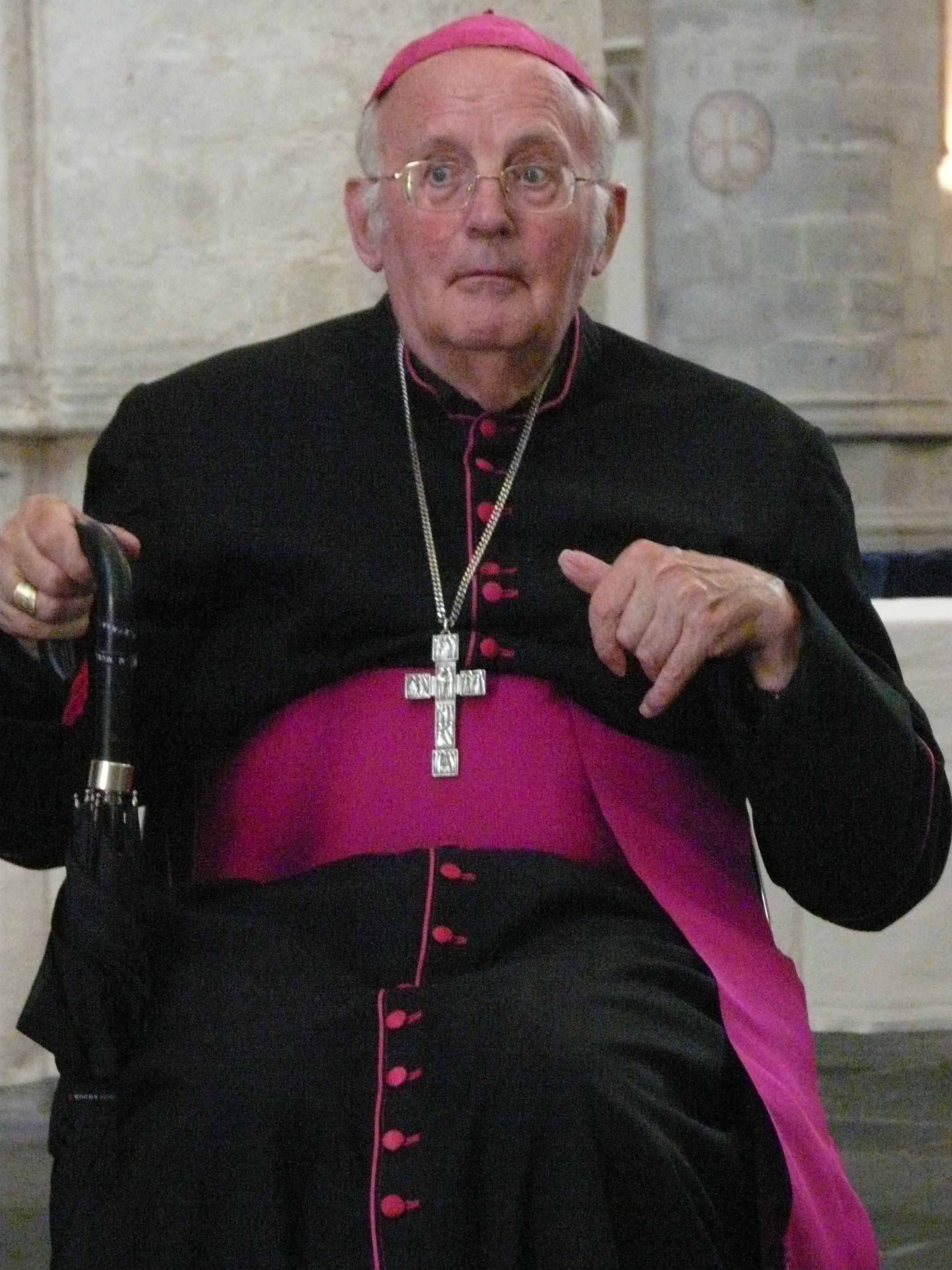
Tiny Muskens
17 april

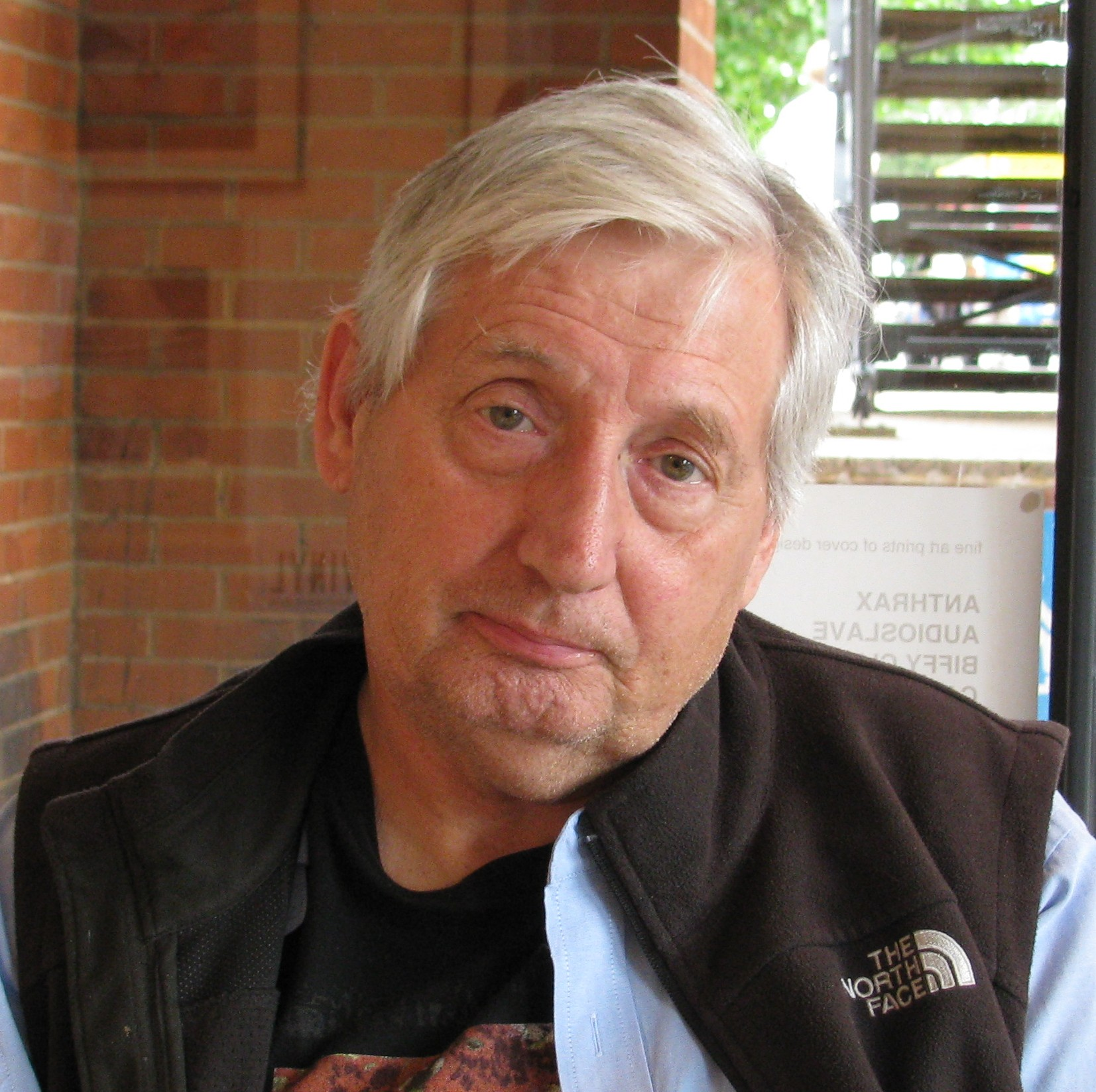
Storm Thorgerson
18 april

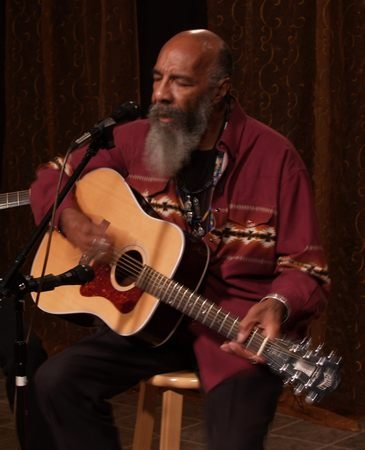
Richie Havens
22 april

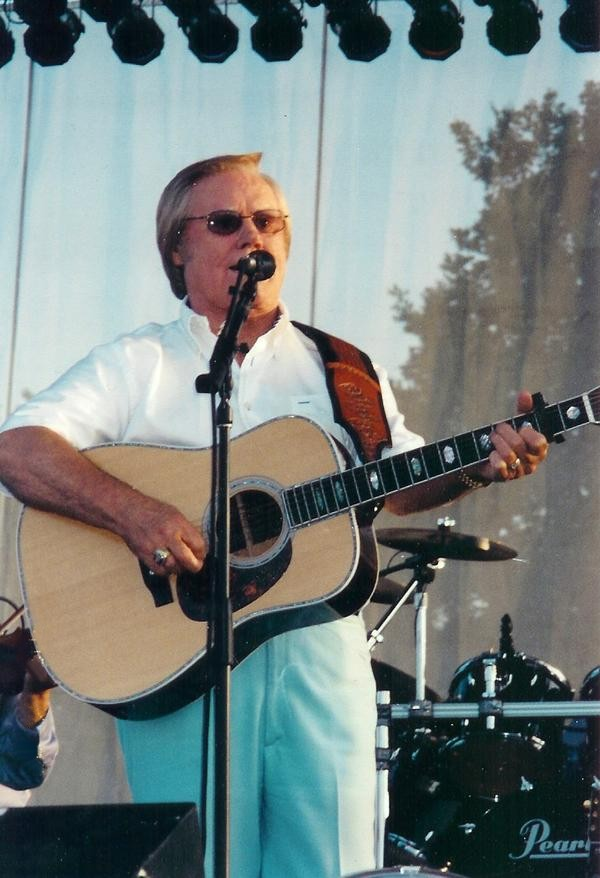
George Jones
26 april

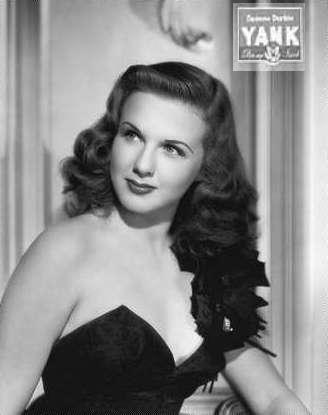
Deanna Durbin
17 april

| 1 | 2 | 3 | 4 | 5 | 6 | 7 | 8 | 9 | 10 | 11 | 12 | 13 | 14 | 15 | 16 | 17 | 18 | 19 | 20 | 21 | 22 | 23 | 24 | 25 | 26 | 27 | 28 | 29 | 30 |
| - | - | - | - | - | - | - | - | - | -- | -- | -- | -- | -- | -- | -- | -- | -- | -- | -- | -- | -- | -- | -- | -- | -- | -- | -- | -- | -- |

### 1 april
- Tjeerd Epema (106), oudste man in Nederland[1]
- Karen Muir (60), Zuid-Afrikaans zwemster[2]

### 2 april
- Jesús Franco (82), Spaans filmregisseur[3]
- Fred (82), Frans stripauteur[4]
- Jane Henson (78), Amerikaans poppenspeelster[5]
- Barry Mealand (70), Engels voetballer[6]
- Maria Redaelli (113), Italiaans supereeuwelinge en oudste persoon in Europa[7]
- Willem Stemmer (56), Nederlands-Amerikaans wetenschapper en ondernemer[8]
- Luc Van Aelst (46), Belgisch journalist[9]
- Robert Ward (95), Amerikaans componist, muziekpedagoog en dirigent[10]

### 3 april
- Ralph Brown (84), Brits beeldhouwer[11]
- Harry Johnson (67), Jamaicaans muzikant en producer[12]
- Herman van Raalte (91), Nederlands voetballer[13]
- Jan Remmers (90), Nederlands voetballer en voetbalcoach[14]

### 4 april
- Roger Ebert (70), Amerikaans filmrecensent[15]
- Carmine Infantino (87), Amerikaans striptekenaar[16]
- Vicente Jayme (84), Filipijns minister en topman[17]

### 5 april
- Piero de Palma (87), Italiaans tenor[18]

### 6 april
- Bigas Luna (67), Spaans regisseur[19]
- Miguel Poblet (85), Spaans wielrenner[20]
- Adriaan van Veldhuizen (81), Nederlands politicus[21]
- Celso Yegros (77), Paraguayaans bisschop[22]

### 7 april
- Les Blank (77), Amerikaans documentairemaker[23]
- William Esposo (64), Filipijns journalist en columnist[24]
- Johannes Jäcker (80), Duits voetbaldoelman[25]
- Andy Johns (61), Amerikaans producer[26]
- Neil Smith (59), Australisch basgitarist[27]

### 8 april
- Michail Beketov (55), Russisch journalist[28]
- Annette Funicello (70), Amerikaans actrice en zangeres[29]
- Sara Montiel (85), Spaans actrice[30]
- José Luis Sampedro (96), Spaans schrijver en econoom[31]
- Margaret Thatcher (87), premier van het Verenigd Koninkrijk[32]
- Yasuhiro Yamada (45), Japans voetballer[33]

### 9 april
- Karel van Oordt (84), Nederlands zakenman en oprichter Christenen voor Israël[34]
- Emilio Pericoli (85), Italiaans zanger[35]
- Paolo Soleri (93), Italiaans architect[36]
- Louis Stotijn (94), Nederlands fagottist en dirigent[37]

### 10 april
- Lorenzo Antonetti (90), Italiaans kardinaal[38]
- Robert Edwards (87), Brits fysioloog[39]
- Gordon Thomas (91), Brits wielrenner[40]

### 11 april
- Jan Abrahamse (76), Nederlands auteur en wadloper[41]
- Don Blackman (59), Amerikaans jazz- en funkmuzikant[42]
- Edward Frieman (87), Amerikaans fysicus[43]
- Hilary Koprowski (96), Pools-Amerikaans viroloog[44]
- Ludo van den Maagdenberg (82), Belgisch politicus[45]
- Angela Voigt (61), Oost-Duitse atlete[46]
- Jonathan Winters (87), Amerikaans acteur en komiek[47]

### 12 april
- Robert Byrne (84), Amerikaans schaker[48]
- Johnny du Plooy (48), Zuid-Afrikaans bokser[49]
- André Reul (79), Belgisch politicus[50]
- Tom Vreugdenhil (79), Nederlands politicus[51]

### 13 april
- Frank Bank (71), Amerikaans acteur[52]
- Chi Cheng (42), Amerikaans muzikant[53]
- Henk Peeters (87), Nederlands beeldend kunstenaar[54]

### 14 april
- Colin Davis (85), Brits dirigent[55]
- George Jackson (68), Amerikaans zanger en songwriter[56]
- Jan Ploegh (91), Nederlands voetballer[57]
- Hendrik Schriever (85), Nederlands burgemeester[58]

### 15 april
- Richard LeParmentier (66), Amerikaans acteur[59]

### 16 april
- George Beverly Shea (104), Amerikaans zanger[60]

### 17 april
- Deanna Durbin (91), Canadees actrice en zangeres[61][62][63]
- Frans Boussemaere (79), Belgisch politicus[64]
- Tiny Muskens (77), Nederlands bisschop[65]

### 18 april
- Carlos Germonprez (78), Belgisch atleet
- Piet Olofsen (78), Nederlands atleet[66]
- Tom Parker (68), Brits musicus[67]
- Storm Thorgerson (68), Brits kunstenaar en platenhoesdesigner[68]

### 19 april
- Allan Arbus (95), Amerikaans acteur[69]
- François Jacob (92), Frans bioloog[70]
- Palle Lykke (76), Deens wielrenner[71]

### 20 april
- Boy Nijgh (57), Nederlands voetballer[72]

### 21 april
- Shakuntala Devi (83), Indiaas schrijfster en rekenwonder[73]
- Leopold Engleitner (107), Oostenrijks concentratiekampoverlevende[74]
- Kriyananda (86), religieus leider[75]

### 22 april
- Vivi Bach (73), Deens actrice, auteur, zangeres en presentatrice[76]
- Robert De Temmerman (96), Belgisch burgemeester[77]
- Richie Havens (72), Amerikaans folkzanger en -gitarist[78]

### 23 april
- Walter Boeykens (75), Belgisch dirigent en klarinettist[79]
- Len Rempt-Halmmans de Jongh (85), Nederlands politica[80]
- Jose Solis (73), Filipijns politicus[81]
- Renate Vincken (69), Nederlands beeldend kunstenares[82]

### 24 april
- Pedro Romualdo (77), Filipijns politicus[83]

### 25 april
- Jacob Avshalomov (94), Amerikaans componist en dirigent[84]
- Virginia Gibson (85), Amerikaans actrice, zangeres en danseres[85]
- Jef Vandensande (87), Belgisch televisieproducent[86]
- Dieuwke Winsemius (96), Nederlandse schrijfster[87]
- Kees Zijlstra (82), Nederlands politicus[88]

### 26 april
- Jacqueline Brookes (82), Amerikaans actrice[89]
- Jaap Jansen (74), Nederlands uitgever[90]
- George Jones (81), Amerikaans countryzanger[91]

### 27 april
- Jérôme Heldring (95), Nederlands journalist en columnist[92]

### 28 april
- János Starker (88), Hongaars cellist en muziekpedagoog[93]

### 30 april
- Roberto Chabet (76), Filipijns kunstenaar[94]
- Jolico Cuadra (73), Filipijns dichter en kunstcriticus[95]
- Andrew J. Offutt  (78), Amerikaans sciencefictionschrijver[96]

1900 ·
1901 ·
1902 ·
1903 ·
1904 ·
1905 ·
1906 ·
1907 ·
1908 ·
1909 ·
1910 ·
1911 ·
1912 ·
1913 ·
1914 ·
1915 ·
1916 ·
1917 ·
1918 ·
1919 ·
1920 ·
1921 ·
1922 ·
1923 ·
1924 ·
1925 ·
1926 ·
1927 ·
1928 ·
1929 ·
1930 ·
1931 ·
1932 ·
1933 ·
1934 ·
1935 ·
1936 ·
1937 ·
1938 ·
1939 ·
1940 ·
1941 ·
1942 ·
1943 ·
1944 ·
1945 ·
1946 ·
1947 ·
1948 ·
1949 ·
1950 ·
1951 ·
1952 ·
1953 ·
1954 ·
1955 ·
1956 ·
1957 ·
1958 ·
1959 ·
1960 ·
1961 ·
1962 ·
1963 ·
1964 ·
1965 ·
1966 ·
1967 ·
1968 ·
1969 ·
1970 ·
1971 ·
1972 ·
1973 ·
1974 ·
1975 ·
1976 ·
1977 ·
1978 ·
1979 ·
1980 ·
1981 ·
1982 ·
1983 ·
1984 ·
1985 ·
1986 ·
1987 ·
1988 ·
1989 ·
1990 ·
1991 ·
1992 ·
1993 ·
1994 ·
1995 ·
1996 ·
1997 ·
1998 ·
1999 ·
2000 ·
2001 ·
2002 ·
2003 ·
2004 ·
2005 ·
2006 ·
2007 ·
2008 ·
2009 ·
2010 ·
2011 ·
2012 ·
2013 ·
2014 ·
2015 ·
2016 ·
2017 ·
2018 ·
2019 ·
2020 ·
2021 ·
2022 ·
2023 ·
2024 ·
2025